# Theo Snelders
Theo Snelders (Westervoort, 1963. december 7. –) válogatott holland labdarúgó, kapus.

## Pályafutása

### Klubcsapatban
Az SC Westervoort csapatában kezdte a labdarúgást. 1980 és 1988 között az FC Twente labdarúgója volt. 1988 és 1999 között Skóciában védett. Hét idényen át az Aberdeen FC csapatában szerepelt, ahol egy skót kupa győzelmet szerzett az együttessel. 1996 és 1999 között a Rangers, közben 1997-98-ban a Dundee United játékosa volt. A Rangers csapatával három bajnoki címet és két skót kupa győzelmet ért el. 1999-ben hazatért Hollandiába és az MVV Maastricht kapusa lett. Két idény után, 2001-ben itt fejezte be az aktív labdarúgást.

### A válogatottban
1989-ben egy alkalommal szerepelt a holland válogatottban. Tagja volt az 1994-es Egyesül Államokbeli világbajnokságon részt vevő válogatottnak, de pályára nem lépett.

### Edzőként
2004 óta az FC Twente kapusedzőként tevékenykedik.

## Sikerei, díjai
Aberdeen FC
- Skót kupa
  - győztes: 1990

 Rangers FC
- Skót bajnokság
  - bajnok: 1995–96, 1996–97, 1998–99
- Skót kupa
  - győztes: 1996, 1999